# Malapatan
Malapatan è una municipalità di prima classe delle Filippine, situata nella Provincia di Sarangani, nella regione di Soccsksargen.
Malapatan è formata da 12 barangay:
- Daan Suyan
- Kihan
- Kinam
- Libi
- Lun Masla
- Lun Padidu
- Patag
- Poblacion (Malapatan)
- Sapu Masla
- Sapu Padidu
- Tuyan
- Upper Suyan